# إيفيلين غرينليف ساذرلاند
إيفيلين غرينليف ساذرلاند (بالإنجليزية: Evelyn Greenleaf Sutherland)‏ هي كاتِبة وكاتبة سيناريو وصحفية أمريكية، ولدت في 15 سبتمبر 1855 في كامبريدج في الولايات المتحدة، وتوفيت في 24 ديسمبر 1908 في بوسطن في الولايات المتحدة.

## وصلات خارجية
- إيفيلين غرينليف ساذرلاند على موقع IMDb (الإنجليزية)
- إيفيلين غرينليف ساذرلاند على موقع ألو سيني (الفرنسية)
- إيفيلين غرينليف ساذرلاند على موقع قاعدة بيانات برودواي على الإنترنت (الإنجليزية)
- إيفيلين غرينليف ساذرلاند على موقع قاعدة بيانات الأفلام السويدية (السويدية)
- إيفيلين غرينليف ساذرلاند على موقع قاعدة بيانات الفيلم (الإنجليزية)
- إيفيلين غرينليف ساذرلاند على موقع كينوبويسك (الروسية)